# Пайпс, Даниэль
Даниэль Пайпс (англ. Daniel Pipes; род. 9 сентября 1949, Бостон, Массачусетс, США) — американский историк, публицист, писатель и политический комментатор, специалист по исламу и ближневосточному конфликту.

## Биография
Родился 9 сентября 1949 года в Бостоне, штат Массачусетс, в семье историка Гарвардского университета советолога Ричарда Пайпса и его жены Ирены, евреев, бежавших в США из Польши в 1939 году.
Поступил в Гарвардский университет в 1967 году и 2 года изучал математику, после чего решил сменить специальность и начал изучать историю, в том числе средневековую историю ислама. Отличался от других студентов тем, что считал неуместными демонстрации левых против войны во Вьетнаме. Шесть лет он учился за границей, в том числе 3 года в Египте.
В 1971 году получил степень бакалавра гуманитарных наук, а в 1978 году — степень доктора философии.
Он преподавал в Чикагском университете, Гарвардском университете и в Военно-морском колледже США. Также занимал различные должности в американском правительстве, включая две, на которые был назначен Президентом США Джорджем Бушем: вице-председатель Совета по вопросам Международных наук им. Фулбрайт и член правления Американского института мира. В 1986—1993 годах Пайпс был директором Научно-исследовательского Института по вопросам внешней политики.
Является членом Консультативного совета Фонда за правду на Ближнем Востоке.
Кроме английского языка Пайпс говорит по-французски и читает на арабском и немецком.

## Политика
Египетская газета «Аль-Ахрам» назвала Даниэля Пайпса «ведущим мыслителем» неоконсервативного движения; и он заявлял, что гордится этим.
Пайпс является автором ряда широко используемых политических терминов: «новый антисемитизм», «борцы ислама» и «конспирационизм».
Он также является членом 5 редакционных коллегий, выступал на заседаниях многих комиссий Конгресса США и принимал участие в 4 избирательных президентских кампаниях в США.
Пайпс — создатель и руководитель независимой исследовательской организации «Ближневосточный форум», которая с 1994 года ежеквартально издаёт сборник Middle East Quarterly, а с 1999 года — Middle East Intelligence Bulletin.
В течение года начиная с 11 сентября 2001 Даниэль Пайпс, по подсчётам The Nation, появился в 110 и 450 теле- и радиопередачах соответственно с комментариями и выступлениями по теме терроризма. Сайт Пайпса посещает от 140 до 160 тыс. человек в месяц.
Пайпс неоднократно заявлял: «Было бы ошибкой обвинять ислам, религию с 14-вековой историей, за всё то зло, что совершает воинствующий ислам, тоталитарная идеология с менее чем столетней историей. Воинствующий ислам это проблема, а умеренный ислам является решением этой проблемы».

## Отзывы
Шейх Ахмад Субни Мансур, бывший профессор университета Аль-Азхар в Египте, стажер в Гарвардской юридической школе по программе прав человека, сказал:

Мы, мусульмане, нуждаемся в таких мыслителях, как доктор Пайпс, который может критиковать культуру терроризма в исламе так же, как это обычно делаю я.Оригинальный текст (англ.)We Muslims need a thinker like Dr. Pipes, who can criticize the terrorist culture within Islam, just as I usually do
Профессор Джордтаунского университета Джон Эспозито назвал Пайпса «ярким, опытным экспертом с хорошей подготовкой», но в то же время считает, что он исказил факты, заявив, что 10—15 % мусульман в мире являются экстремистами.
Такие его оппоненты, как сайт Voltaire Network, называют его «ангажированным интеллектуалом», «вдохновителем исламофобии», а другие — «антимусульманским расистом».
В ответ на это, Джефф Якоби (Boston Globe) пишет, что «всё это — громадная и злостная клевета, в чём может быстро убедиться каждый, кто даст себе труд прочесть то, что Пайпс пишет, и послушать то, что он говорит», и приводит мнения, подтверждающие эту точку зрения. В частности, Ташбих Сайед, мусульманин, редактор журнала Pakistan Today, считает, что Пайпс «не атакует мусульман», а то, «против чего он ополчился — это фашистская интерпретация ислама». «Для меня Дэниэл Пайпс — это голос разума», — пишет Сайед.
Хусай Хаккани, ученый в Фонде Карнеги считает:

Пайпс не всегда прав в своей аргументации. Как мусульманин, я не согласен с некоторыми из его политических рекомендаций. Но его точка зрения не является ни расистской, ни экстремистской; она вполне укладывается в рамки легитимных научных дискуссийОригинальный текст (англ.)Pipes is not always right in all his arguments. As a Muslim, I disagree with several of his policy prescriptions. But his views are neither racist nor extremist; they fall within the bounds of legitimate scholarly debate

## Награды и почётные звания
- 11 марта 2006 года Пайпс был награждён Free Speech Award от датской организации «Общество свободы печати 2004» (Trykkefrihedsselkabet af 2004)[11].
- В 2003 году Пайпс получил звание почётного доктора Иешива-университета[12].
- В мае 2006 года Пайпс получил награду «Страж Сиона», которую вручает евреям, поддерживающим государство Израиль, Бар-Иланский университет[13].

## Книги и важные публикации
Пайпс является автором 14 книг, ещё 11 написаны в соавторстве.
Четыре книги посвящены проблемам ислама:
- «Солдаты-рабы и ислам» (англ. Slave Soldiers and Islam) Изд. Yale University Press, 1981, ISBN 0-300-02447-9
- «По пути к Богу: ислам и политическая сила» (англ. In the Path of God: Islam and Political Power), Изд. Basic Books, 1983, 2002, 2017, Transaction Publishers, ISBN 0-7658-0981-8
- «Дело Рушди: роман, аятолла и Запад» (англ. The Rushdie Affair: The Novel, the Ayatollah, and the West), Изд. Birch Lane, 1990, Transaction Publishers[англ.], paperback (2003) ISBN 0-7658-0996-6
- «Исламизм против Запада: 35 лет геополитической борьбы (эссе, размышления и предупреждения)» англ. Islamism vs. the West: 35 Years of Geopolitical Struggle: Essays, Reflections, and Warnings, Wicked Son, 2023

Четыре книги описывают события в Сирии:
- «Великая Сирия» (англ. Greater Syria), 1990, Oxford University Press, ISBN 0-19-506021-0
- «Дамаск ищет расположения Запада» (англ. Damascus Courts the West), 1991, Washington Institute for Near East Policy, ISBN 0-944029-13-2
- «Сирия вне мирного процесса» (англ. Syria Beyond the Peace Process), 1996, Washington Institute for Near East Policy, ISBN 0-944029-64-7
- «Воинствующий ислам достиг Америки» (англ. Militant Islam Reaches America), 2002, W.W. Norton & Company; paperback (2003) ISBN 0-393-32531-8

Пять книг описывают прочую ближневосточную тематику:
- An Arabist’s guide to Colloquial Egyptian (1983), Foreign Service Institute
- The Hidden Hand: Middle East Fears of Conspiracy (1997), Macmillan Press; paperback (1998) ISBN 0-312-17688-0
- The Long Shadow: Culture and Politics in the Middle East (1999), Transaction Publishers, ISBN 0-88738-220-7
- «Миниатюры: Взгляд на исламскую и ближневосточную политику» англ. Miniatures: Views of Islamic and Middle Eastern Politics (2003), Transaction Publishers, ISBN 0-7658-0215-5
- «Победа Израиля: как сионисты добиваются признания, а палестинцы освобождения» англ. Israel Victory: How Zionists Win Acceptance and Palestinians Get Liberated, Wicked Son Book (an imprint of Post Hill Press), 2024.

Книги в соавторстве:
- with Garfinkle, A. (1991), Friendly Tyrants: An American Dilemma Macmillan Press, ISBN 0-312-04535-2
- with Abdelnour, Z. (2000), Ending Syria’s Occupation of Lebanon: The U.S. Role Middle East Forum, ISBN 0-9701484-0-2

Прочие публикации:
- From a distance: Influencing foreign policy from Philadelphia (The Heritage lectures) (1991), Heritage Foundation, ASIN B0006DGHE4
- Sandstorm (1993), Rowman & Littlefield, paperback (1993) ISBN 0-8191-8894-8
- Conspiracy: How the Paranoid Style Flourishes and Where It Comes From (1997, Touchstone; paperback (1999) ISBN 0-684-87111-4) посвящена теориям заговора и их роли в европейской политике
- Muslim immigrants in the United States (Backgrounder) (2002), Center for Immigration Studies[англ.]